# Manfred Kuschmann
Manfred Klaus Kuschmann (* 25. července 1950, Coswig – 13. února 2002 Halle) byl východoněmecký atlet, běžec na dlouhé tratě, mistr Evropy v běhu na 10 000 metrů z roku 1974.

## Sportovní kariéra
Jeho nejúspěšnější sezónou byl rok 1974 – na evropském šampionátu v Římě zvítězil v běhu na 10 000 metrů, na poloviční trati skončil druhý. Několikrát vytvořil východoněmecký rekord v běhu na 5000 metrů – nejlépe časem 13:19,51 (v roce 1977). Jeho nejlepší výkona na 10 000 metrů 28:09,56 pochází z roku 1974.
Zemřel v necelých 52 letech na rakovinu.